# Yunti
Yunti är en socken i östra Kina. Den ligger i Ningguo i staden Xuancheng i provinsen Anhui, omkring 250 kilometer sydost om provinshuvudstaden Hefei. Antalet invånare är 4 729. Befolkningen består av 2 278 kvinnor och 2 451 män. Barn under 15 år utgör 13,0 %, vuxna 15-64 år 72 %, och äldre över 65 år 13,0 %. Yunti är en etnisk minoritetssocken för shefolket.